# Megalomus nebulosus
Megalomus nebulosus is een insect uit de familie van de bruine gaasvliegen (Hemerobiidae), die tot de orde netvleugeligen (Neuroptera) behoort. 
Megalomus nebulosus is voor het eerst wetenschappelijk beschreven door Navás in 1926.